# Валазминский чугуноплавильный завод
Вала́зминский чугуноплави́льный заво́д — металлургическое предприятие, основано в 1868 году у порога Валазма на реке Суна около современного Поросозера в 175 километрах от Петрозаводска. Входил в группу Олонецких горных заводов и производил чугун для Александровского завода. Из чугуна, доставляемого с Валазминского завода, производили пушки, ядра и гири.

## История
Для строительства завода в 1867 году устроили запруду на пороге Валазма,  завалив его камнями, тем самым подняв до необходимого уровня воду в реке Суна. Годом позже построили основные сооружения на территории завода: доменный цех, двухэтажную воздуходувку, работавшую от водяного колеса (впоследствии в 1883 году его заменили турбиной на 45 лошадиных сил), шесть углевыжигательных печей, казармы для рабочих, дома для заводских служащих, дом управляющего, магазин, церковь, церковно-приходскую школу, бани, конюшню, пристань. От пристани вдоль углевыжигательных печей к доменному цеху проходил рельсовый путь. Также имелся водопровод длиной 65 м.
Озёрную руду для завода добывали местные крестьяне из шестидесяти озёр, приписанных к заводу. Известняк поставляли из Спасогубского месторождения, огнеупорную глину — из Вытегорского месторождения или из Петрозаводска. 
Увеличение производства на заводе происходило во время Русско-Турецкой войны (1877-1878 годы) и Русско-Японской войны (1904-1905 год). 
Спад производства начался в 1880 из-за сокращения производства на Александровском заводе. В 1881 году завод работал всего 6 месяцев. Производство было решено прекратить после пожара в 1908 году на воздуходувке и по причине технической отсталости завода. Чугун лучшего качества было экономически выгоднее поставлять с Урала.